# El Dorado (John Adams)
El Dorado is een compositie van John Adams.
Adams liet zich voor dit werk inspireren door de nadering van de vijfhonderdste verjaardag van “de ontdekking” van Amerika door Christoffel Columbus. Dit werd eeuwenlang gezien als heugelijk feit voor iedereen, maar later kwamen de koloniale onderdrukking en allerlei misstanden steeds meer naar de voorgrond. Adams schreef niet zozeer daarover, maar over de verandering die het Amerikaanse continent in vervolg op die ontdekking onderging. Hij werd daarin gesteund door een aantal schilderijen over het thema. Het werk bestaat uit twee delen:
1. A dream of gold; de wereld hoe Francisco Pizarro die zag (werktitel was Pizarro’s dream); de volle natuur van El Dorado verandert langzaam in een beschadigde cultuur, ten prooi gevallen aan corruptie, uitbuiting en geweld; Later kreeg het de titel The machine in the garden;
2. Soledades; de wereld die nog ver van de mensheid afstaat, de (nog) ondoordringbare wouden en gebieden.

Adams schreef in de uitgave op Nonesuch Records dat hij voor dit werk meteen een beeld had van het hele werk en zodoende relatief snel kon schrijven. Normaliter werkt Adams vanuit schetsen die uiteindelijk een werk opleveren.  
Adams dirigeerde zelf de premier op 11 november 1991 met de San Francisco Symphony. Het werk duurt circa dertig minuten.Kent Nagano nam het in juni 1993 op met het Hallé Orchestra in de BBC Studios in Manchester. El Dorado is opgedragen aan Peter Patreich, werkzaam bij het SFS. De muziek is postminimalitisch, slechts af en toe komt de minimalistische muziek aan de oppervlak.
Orkestratie:
- 3 dwarsfluiten (II en III ook piccolo), 2 hobo’s, 1 althobo, 3 klarinetten (II ook esklarinet, III ook basklarinet), 2 fagotten, 1 contrafagot
- 4 hoorns, 3 trompetten (II en III ook flugelhorn), 3 trombones, 1 tuba
- 5 man/vrouw pauken en percussie, 2 synthesizers of samples daarvan, harp
- violen, altviolen, celli en contrabassen.